# Al Zubara-fort
Al Zubara-fort (Arabisch حصن الزبارة), is een historisch militair fort gebouwd in 1938. Het fort ligt in Zubarah, Qatar.

## Geschiedenis
Het fort werd gebouwd door Sheikh Abdullah bin Jassim Al Thani als een fort voor de kustwacht. Het werd tevens gebruikt als vestiging van de politie, totdat het fort in 1996 werd ingericht als archeologisch museum. In 2015 volgde een restauratieproject.

## Ligging
Het fort ligt in de oude stad Zubarah, een begin 20e eeuw verlaten stad aan de noordwestkust van het schiereiland Qatar ongeveer 105 km van de hoofdstad Doha. Zubarah heeft een oppervlakte van ongeveer 400 hectare waarvan ongeveer 60 hectare binnen de buitenste stadsmuur.
Zubarah was ooit een bloeiende parelvissers- en handelshaven, gelegen halverwege de Straat van Hormuz en de westelijke arm van de Perzische Golf. Het is een van de grootste en best bewaarde voorbeelden van een 18e-/19e-eeuwse handelsstad in de Perzische Golfregio. De archeologische vindplaats biedt een belangrijk inzicht in het stadsleven, de ruimtelijke organisatie en de sociale en economische geschiedenis van de Perzische Golf vóór de ontdekking van olie en gas in de 20e eeuw. Zubarah als geheel is de grootste archeologische vindplaats in Qatar.

## Beschrijving
De muren van het fort zijn opgebouwd uit kalksteen, terwijl het dak is samengesteld uit samengeperste modder.
Het fort heeft drie ronde hoektorens en één rechthoekige toren. Op de benedenverdieping bevonden zich acht slaapkamers voor de soldaten. Deze kamers zijn onderdeel van het museum en worden gebruikt als tentoonstellingsruimtes.
De put zorgde ooit het hele jaar door voor vers drinkwater, maar anno 2023 staat de put volledig droog. Geschat wordt dat de put minstens 10 meter diep is.

## Galerij

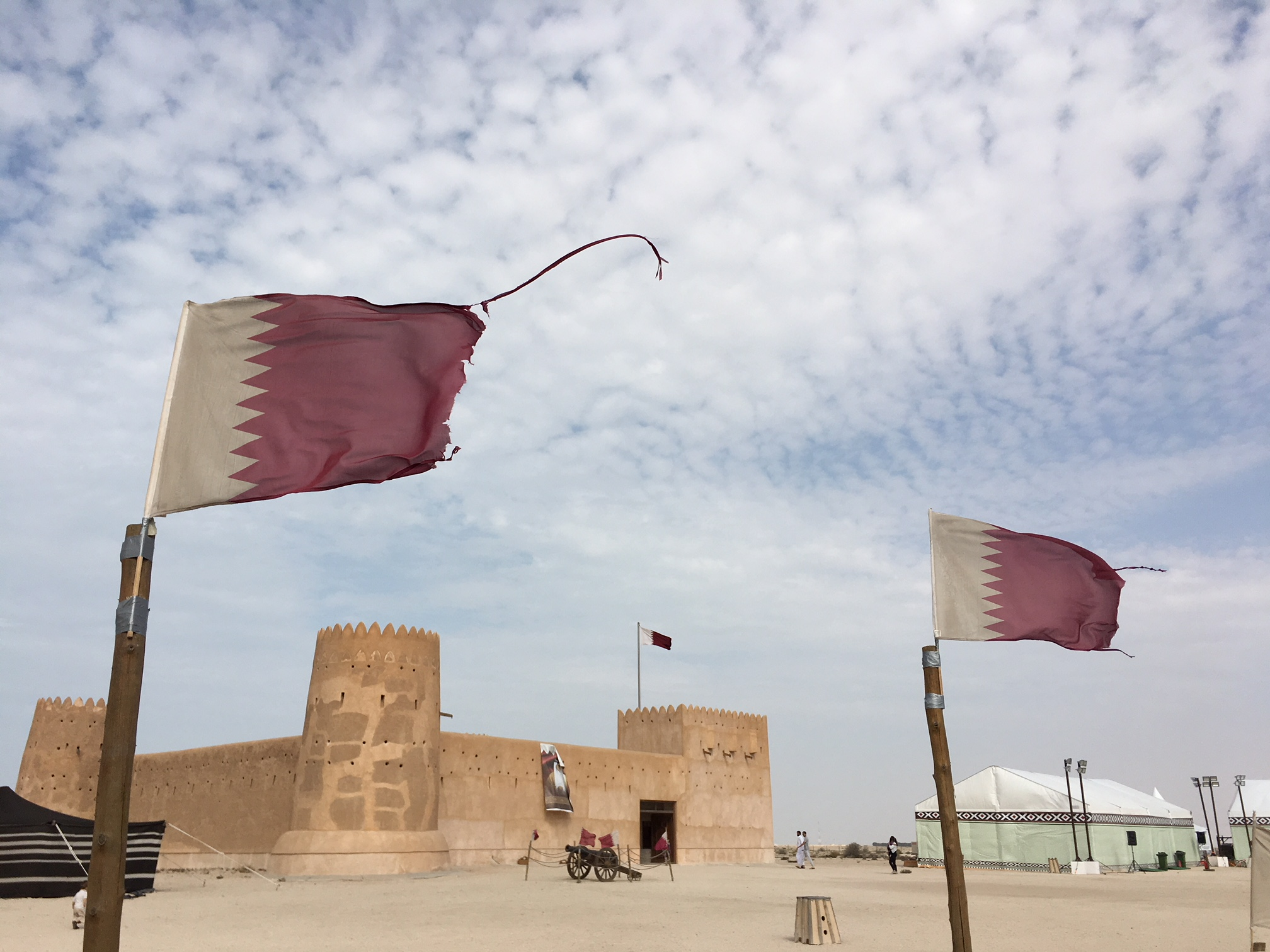
Al-Zubarah fort
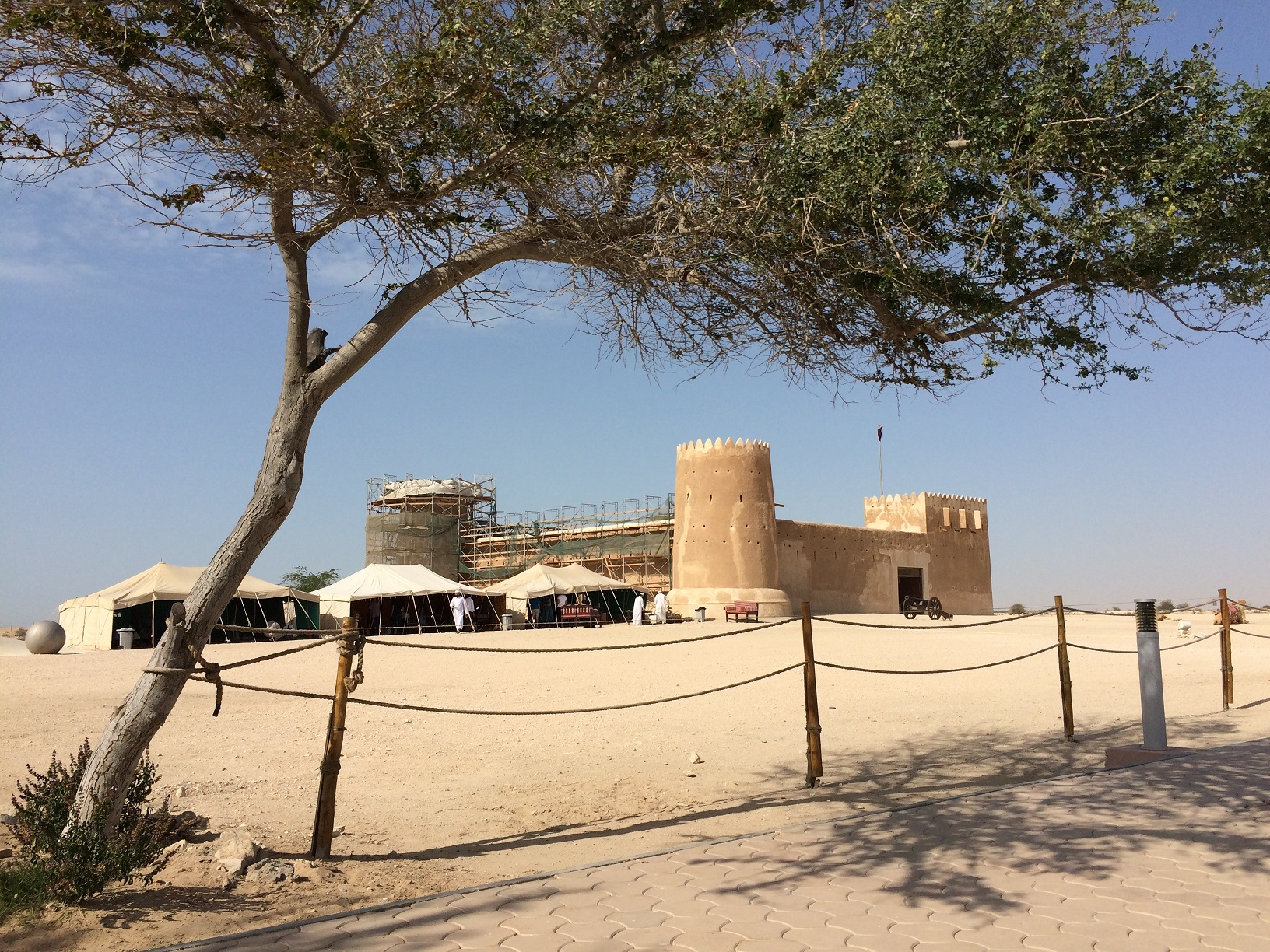
Restauratiewerkzaamheden in 2015 aan het fort
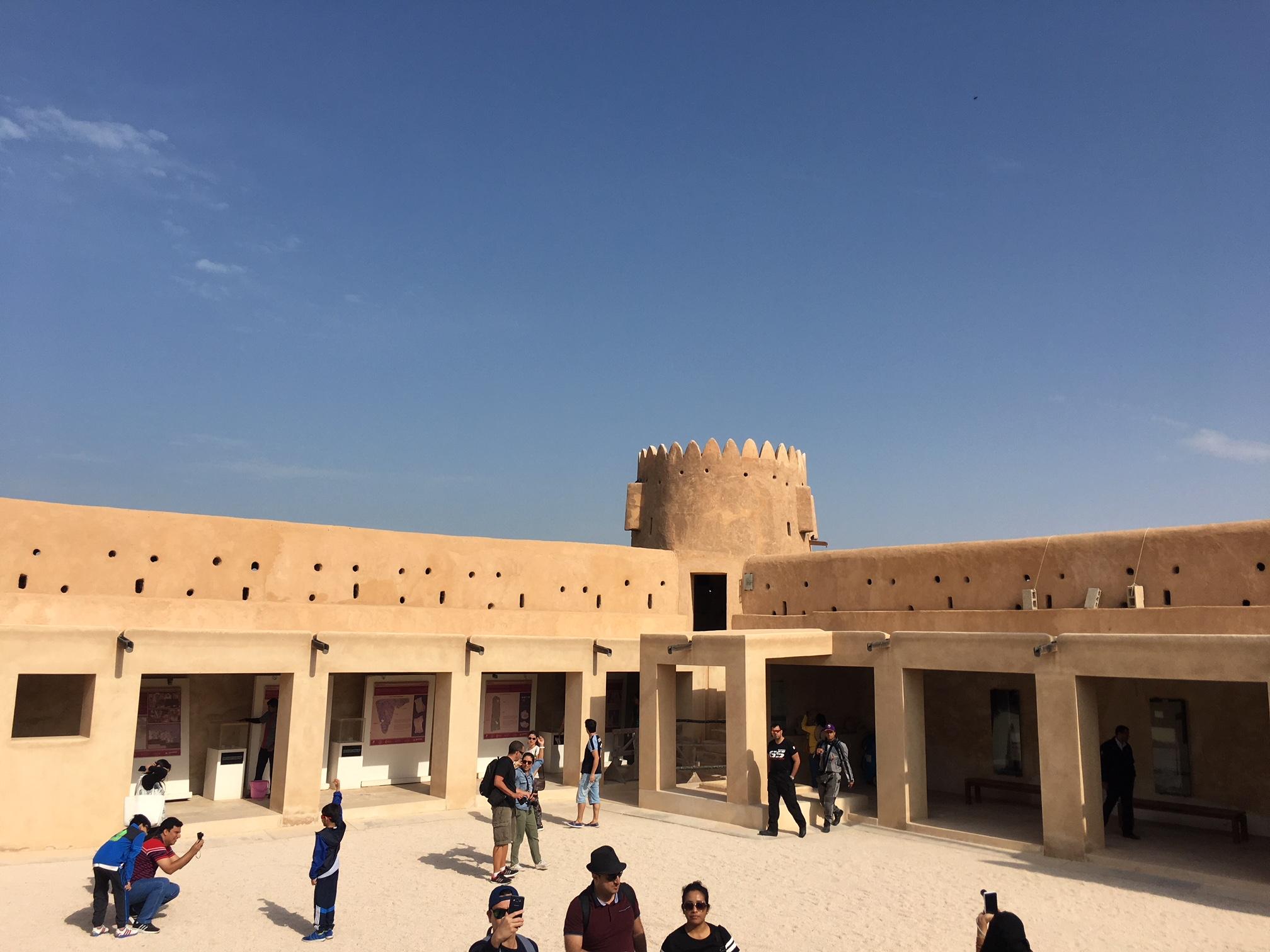
Al-Zubarah fort